# Distretto di Namsai
Il distretto di Namsai è un distretto dell'India, si trova nello stato dell'Arunachal Pradesh e ha come capoluogo Namsai.
Il distretto è stato costituito nel 2014, per separazione dal distretto di Lohit.